# SuperH

Súper H (o SH) es el nombre de una arquitectura de microcontroladores y microprocesadores. Es fundamentalmente una arquitectura RISC de 32 bits de carga/almacenamiento encontrada en un gran número de sistemas embebidos.

## Historia
El núcleo de la familia de procesadores Súper H fue desarrollado inicialmente por Hitachi a principios de los 90. Muchos microcontroladores y microprocesadores se basaron en esta arquitectura. Tal vez, el más famoso es el SH 7709, usado en los PDA HP (PDA) ejecutando Windows CE.
Hitachi desarrolló un juego completo de CPU compatible en instrucciones con versiones superiores. Originalmente, el SH-1 y el SH-2 fueron usados en la Sega Saturn y en la Sega 32X y posteriormente en muchos otros microcontroladores usados en aplicaciones integradas. Estos núcleos usan un conjunto de instrucciones de 16 bits, aunque la longitud de los registros y de los buses de datos son de 32 bits, lo que da una excelente densidad de código. Durante su desarrollo, la memoria era bastante cara.
Años después, el núcleo SH-3 fue añadido a esta familia de CPU, extendiendo a los originales principalmente con otro concepto de interrupciones, una MMU y un concepto modificado de caché. El núcleo SH-3 también tuvo una extensión DSP, llamada SH-3-DSP. Con los buses de datos extendidos para una mayor eficacia en el DSP, los acumuladores especiales y un motor DSP tipo MAC dedicado, este núcleo fue unificando el mundo de los DSP y el de los procesadores RISC. Una derivación fue también usada en el núcleo SH-2 original, llamada SH-DSP.
Para la Sega Dreamcast, Hitachi desarrolló la arquitectura SH-4. Esta fue una extensión masiva de los anteriores núcleos. La ejecución superescalar de instrucciones y una FPU procesador vectorial procesamiento paralelo fueron los puntos más resaltados de esta arquitectura. Este núcleo también se usó en muchos chipsets para aplicaciones integradas que requerían unas prestaciones muy altas. Los chips estándar basados en el SH-4 fueron presentados sobre 1998.
Un poco más tarde, Hitachi y STMicroelectronics formaron la compañía de patentes Súper H Inc., que licencia el núcleo SH-4 a otras compañías y desarrolla la arquitectura SH-5, el primer movimiento de Súper H en el área de los 64 bits. Súper H vendió la propiedad intelectual de estos núcleos.
El diseño SH-5 soporta dos modos de operación. El modo SH compact es equivalente al modo usuario del juego de instrucciones SH-4. El modo SH media es muy diferente, usando instrucciones de 32 bits con registros de enteros de 64 bits e instrucciones SIMD. En modo SH media, el destino de un salto (jump) se carga en un registro de salto de manera separada a la propia instrucción de salto. Esto permite al procesador obtener por adelantado instrucciones para una rama sin tener que mirar en el flujo de instrucciones. La combinación de una codificación de instrucciones compactas de 16 bits con una codificación de instrucciones de 32 bits más potente no es exclusiva del SH-5; recientes procesadores ARM tienen un modo thumb de 16 bits y los procesadores MIPS tienen un modo MIPS-16. Aun así, el SH-5 difiere porque su modo de compatibilidad hacia atrás es de codificación en 16 bits en lugar de 32 bits.
Después de esto, la evolución de la arquitectura Súper H aún continúa. El último paso Evolucionario sucedió sobre 2003, cuando los núcleos SH-2 y SH-4 fueron unificados en el núcleo superescalar SH-X, que forma un superconjunto de los juegos de instrucciones de las arquitecturas previas.
Actualmente, los núcleos de CPU Súper H, la arquitectura y los productos son de Renesas Technology, formada por una fusión de los grupos de semiconductores de Hitachi y Mitsubishi.

## Modelos
La familia de núcleos Súper H está formada por:
- SH-1 - usado en microcontroladores para aplicación profundamente integrada (unidades CD-ROM, electrodoméstico s, etc.)
- SH-2 - usado en microcontroladores con requerimientos mayores de prestaciones, también usado en automóviles como unidad de control del motor o en aplicaciones de red.
- SH-DSP - inicialmente desarrollado para el mercado de telefonía móvil y usado más adelante en muchas aplicaciones de consumo que requieres prestaciones de DSP para compresión JPEG, etc.
- SH-3 - usado para aplicaciones móviles y de mano, fuerte en las aplicaciones Windows CE y el mercado durante años en sistemas de navegación para coche.
- SH-3-DSP - usado principalmente en terminales multimedia y en aplicaciones de red, al igual que en impresoras y en fax es
- SH-4 - usado cuando se necesitan altas prestaciones, como en los terminales multimedia en los coches, en videoconsolas o en set-top-box es.
- SH-5 - usado en aplicaciones multimedia de gama alta.
- SH-X - núcleo principal usado de varias maneras (con o sin DSP o FPU) en unidades de control de motores, equipos multimedia para coches, set-top boxes o teléfonos móviles.

Los núcleos Súper H son soportados mundialmente por muchos sistemas operativos de tiempo real y por vendedores de herramientas.

## Distinciones
- Escalabilidad
- Costo eficiente
- Optimizado para aplicaciones integradas
- Altas prestaciones